# Paolo Barbero
Paolo Barbero (Vercelli, 10 marzo 1920 – ...) è stato un calciatore italiano, di ruolo attaccante.

## Carriera
Esordisce in Serie B all'età di diciotto anni con la Pro Vercelli, squadra della sua città natale, con cui nella stagione 1938-1939 gioca 2 partite nella serie cadetta segnandovi anche una rete. L'anno seguente segna invece 2 reti in 9 presenze, mentre nella stagione 1940-1941, conclusa con la retrocessione in Serie C, totalizza 14 presenze ed un gol. Nella stagione 1941-1942 e nella stagione 1942-1943 ha continuato a giocare con la Pro Vercelli, segnando 4 reti in 24 presenze nell'arco del biennio trascorso in terza serie.
Dopo la fine della Seconda guerra mondiale ha ripreso a militare nella squadra piemontese, con cui nella stagione 1945-1946 ha segnato 6 reti in 19 presenze nel campionato misto di Serie B e C.
Nella stagione 1946-1947 ha invece giocato stabilmente da titolare in Serie B, chiudendo il campionato con 35 presenze e 9 reti; nella stagione 1947-1948, la sua ultima alla Pro Vercelli, segna invece 2 reti in 5 presenze in Serie B, categoria nella quale in carriera ha giocato in totale 84 partite e segnato 21 reti.